# Vandœuvres
Pour la commune française près de Nancy, voir Vandœuvre-lès-Nancy.
Vandœuvres (/vãdøvʀ/ ou /vãdœvʀ/) est une commune suisse du canton de Genève.

## Géographie

Drapeau de Vandœuvres.

Vandœuvres se situe sur la rive gauche du Léman, à 4,5 km au nord-est de Genève.
Son territoire s'étend sur 4,41 km2. Lors du relevé de 2013-2018, les surfaces d'habitations et d'infrastructures représentaient 58,6 % de sa superficie, les surfaces agricoles 37,3 % et les surfaces boisées 4,3 %.
La commune comprend les lieudits de Chougny, Crête, Miolan et Pressy. Elle est limitrophe de Choulex, Thônex, Chêne-Bourg, Chêne-Bougeries et Cologny.

## Toponymie
Le nom de la commune, qui se prononce /vãdøvʀ/ ou /vãdœvʀ/, est composé de l'élément celtique *vindo-, qui correspond à l'adjectif blanc ou à un nom de personne homonyme, et du nom celtique briga, qui désigne une montagne ou une place forte située sur une colline. Vandoeuvres signifie donc forteresse blanche ou forteresse de *Vindos.
Sa première occurrence écrite date de 1225, sous la forme de Vandovre.

## Histoire
Le territoire de Vandoeuvres a été cédé en pleine souveraineté par le royaume de Sardaigne à la république de Genève en application du traité de Turin de 1754.

## Population et société

### Gentilés et surnom
Les habitants de la commune se nomment les Vandœuvriens.
Les habitants de la localité de Chougny se nomment les Chougnotes et ceux de Crête, les Crêtois.
Les habitants de la localité de Pressy sont surnommés les Écorchés, ce qui rappelle, au même titre que le chemin de l'Écorcherie, les égorgements auxquels les Savoyards procédaient dans la localité.

### Démographie

#### Évolution de la population
La commune compte 2 958 habitants au 31 décembre 2023 pour une densité de population de 671 hab/km2. Sur la période 2010-2023, sa population a augmenté de 10,5 % (canton : 14,6 % ; Suisse : 9,4 %).  

#### Pyramide des âges
En 2023, le taux de personnes de moins de 30 ans s'élève à 35,7 %, au-dessus de la valeur cantonale (33,7 %). Le taux de personnes de plus de 60 ans est quant à lui de 23,5 %, alors qu'il est de 22,2 % au niveau cantonal.
La même année, la commune compte 1 429 hommes pour 1 529 femmes, soit un taux de 48,3 % d'hommes, similaire à celui du canton (48,3 %).
| Hommes | Classe d’âge | Femmes |
| ------ | ------------ | ------ |
| 1,2    | 90 ans ou +  | 1,0    |
| 6,6    | 75 à 89 ans  | 7,7    |
| 15,3   | 60 à 74 ans  | 15,2   |
| 21,3   | 45 à 59 ans  | 23,2   |
| 17,4   | 30 à 44 ans  | 19,8   |
| 18,3   | 15 à 29 ans  | 16,0   |
| 19,9   | - de 14 ans  | 17,1   |

| Hommes | Classe d’âge | Femmes |
| ------ | ------------ | ------ |
| 0,7    | 90 ans ou +  | 1,5    |
| 6,5    | 75 à 89 ans  | 8,8    |
| 13,0   | 60 à 74 ans  | 13,8   |
| 21,7   | 45 à 59 ans  | 21,5   |
| 22,9   | 30 à 44 ans  | 22,4   |
| 18,6   | 15 à 29 ans  | 17,2   |
| 16,7   | - de 14 ans  | 14,8   |

## Politique

### Administration
L'exécutif de la commune de Vandoeuvres compte trois membres : le maire de la commune et deux adjoints. Les membres sont élus pour une période de cinq ans. L'exécutif de la commune, entré en fonction le 1er juin 2025, se compose de la façon suivante :
| Identité              | Étiquette         | Étiquette | Fonction                   | Dicastères |
| --------------------- | ----------------- | --------- | -------------------------- | --- |
| Laurence Miserez      | Entente communale |           | Maire                      | Aménagement du territoire - Cimetière - Culture - Finances - Jeunesse (école et petite enfance) - Manifestations - Sport et loisirs (parcs publics)                         |
| Isabelle Terrier      | Entente communale |           | Conseillère administrative | Administration (juridique, personnel, état civil) - Affaires sociales (activités intergénérationnelles, humanitaire) - Bâtiments et travaux Communication - Naturalisations |
| Maximilien Turrettini | Entente communale |           | Adjoint                    | Environnement (gestion des déchets et durabilité) - Mobilité (routes et canalisations) - Sécurité (police municipale, sapeurs-pompiers, protection civile)                  |

Le conseil municipal de Vandoeuvres (pouvoir législatif de la commune) compte 19 membres. Les conseillers municipaux sont élus pour une période de cinq ans. Le Conseil municipal exerce des fonctions délibératives et consultatives mais il ne peut pas rédiger des lois. À la suite des élections municipales du 23 mars 2025, le conseil municipal est renouvelé, et est représenté de la manière suivante :
| Parti                 | Voix | Suffrages en % | +/-  | Sièges  | +/- |
| --------------------- | ---- | -------------- | ---- | ------- | --- |
| Entente communale     | 476  | 49,38 %        | 4,83 | 10 / 19 | 2   |
| Vand'œuvres pour vous | 360  | 38,02 %        | 1,43 | 7 / 19  | 0   |
| Vandœuvres écologie   | 127  | 12,60 %        | 3,40 | 2 / 19  | 0   |

### Liste des maires
| Période                                  | Période     | Identité         | Étiquette | Étiquette         | Qualité |
| ---------------------------------------- | ----------- | ---------------- | --------- | ----------------- | --- |
| 1890                                     | 1914        | Jacques Rutty    |           | PLS               | -Député au Grand Conseil du canton de Genève de 1878 à 1882 et de 1884 à 1915 -Conseiller national de 1893 à 1896 puis de 1902 à 1911 -Conseiller aux États de 1914 à 1922 -Conseiller d'État du canton de Genève de 1915 à 1924 |
| Les données manquantes sont à compléter. |             |                  |           |                   | |
| 1er juin 1995                            | 31 mai 2003 | Janine Hagmann   |           | PLS               | -Adjointe au maire de 1991 à 1995 -Députée au Grand Conseil du canton de Genève de 1993 à 2009 |
| 1er juin 2003                            | 31 mai 2020 | Catherine Kuffer |           | PLR               | -Adjointe au maire de 1999 à 2003 -Présidente de l'Association des communes genevoises de 2011 à 2015 |
| 1er juin 2020                            | en cours    | Laurence Miserez |           | Entente communale | |

## Culture et patrimoine

### Héraldique
| Blason | Blasonnement : Coupé de gueules et de sinople à la coquille d'or brochante. |

## Divers
La commune abrite la Fondation Hardt pour l'étude de l'Antiquité classique, ainsi que la tombe de son fondateur, le baron allemand Kurd von Hardt.
Elle abrite également la Fondation Johnny Aubert Tournier (Maisons Mainou) pour des résidences d'écriture de scène.[réf. nécessaire]
L'Institut biblique de Genève (IBG), institut de théologie évangélique, se situe sur la commune.
Le « golf de Cologny » en dépit de son nom, se situe entièrement sur la commune de Vandœuvres.

## Personnalités liées à la commune
- Emilia Cuchet-Albaret (1881-1962), poétesse.
- Frédéric Dard, romancier et auteur de San-Antonio, vécut quelques années au « Paradou », où en 1983 sa fille Joséphine a été enlevée.
- Violette Goehring (1900-1984), peintre et sculptrice suissesse, est morte à Vandœuvres.
- Robbie Williams, artiste (depuis 2020).